# Caso Almería
El caso Almería fue el nombre que recibió el proceso en el que se juzgó a varios miembros de la Guardia Civil por la tortura y el asesinato de tres jóvenes en Roquetas de Mar (provincia de Almería), el 10 de mayo de 1981.

## Antecedentes
A comienzos de la década de 1980, la democracia española distaba mucho de estar consolidada. El fallido golpe de Estado del 23 de febrero de 1981 evidenció el descontento existente entre algunos altos mandos militares («ruido de sables») respecto a la situación de crisis económica y política que asolaba al país, junto con los numerosos atentados ejecutados por la banda terrorista ETA contra miembros de las Fuerzas Armadas, la Policía Nacional y la Guardia Civil. 
En este sentido, el 7 de mayo de 1981, el grupo terrorista ETA atentó en Madrid contra el teniente general Joaquín de Valenzuela, que en aquel momento era el jefe de la Casa Militar del Rey Juan Carlos I. El ataque se realizó utilizando la llamada «técnica argelina»: los dos terroristas seguían en motocicleta al Dodge Dart del Ejército de Tierra en el que viajaba el general. Cuando el vehículo se detuvo en un semáforo, a la altura del número cinco de la calle Conde de Peñalver, la moto se situó a su lado y el acompañante colocó sobre el techo del coche una bolsa que explotó segundos después mientras ambos terroristas huían.
Como consecuencia de la explosión fallecieron el teniente coronel Guillermo Tevar Saco, el suboficial de la Guardia Real Antonio Nogueras García y el soldado conductor Manuel Rodríguez Taboada, miembro también de la Guardia Real. El general Valenzuela sufrió graves heridas, pero salvó la vida (falleció en 1996); asimismo resultaron heridos veinte viandantes.

## Detención y crimen
En este contexto, el día 8 de mayo de 1981, tres jóvenes residentes en Santander (Cantabria) —Luis Cobo Mier (29 años), nacido en Santander y empleado de Aceriasa en Nueva Montaña; Juan Mañas Morales (24 años), originario de Pechina (Almería) y destinado en las dependencias de FEVE en la capital cántabra; y Luis Montero García (33 años), natural de La Fuente de San Esteban (Salamanca) y empleado de Fyesa en Boo de Guarnizo— se trasladaban a Andalucía hasta la localidad natal de Mañas, para asistir a la celebración de la primera comunión de su hermano Francisco Javier. Al pasar por Manzanares el Real (Madrid) sufrieron una avería en su coche, propiedad de Cobo, y se desplazaron en tren hasta Alcázar de San Juan (Ciudad Real) para dirigirse después a Puertollano, donde alquilaron otro vehículo, un Ford Fiesta de color verde, para poder llegar a su destino. Se especula que el dueño de la empresa de alquiler se sintió extrañado por la prisa que tenían los tres viajeros y comunicó sus sospechas a la Guardia Civil por si pudieran ser los terroristas que habían cometido el atentado en Madrid días antes y cuyos retratos robot aparecían en prensa y televisión.
El sábado 9 de mayo llegaron a su destino y al día siguiente se desplazaron a Roquetas de Mar (Almería) para visitar a otro hermano de Juan Mañas. En esa localidad fueron detenidos a punta de pistola por la Guardia Civil con la intención de trasladarlos a la Comandancia de Almería. Al día siguiente aparecieron sus cadáveres, calcinados y con múltiples impactos de bala, dentro del Ford Fiesta, cerca de Gérgal.
La versión oficial de la Guardia Civil indicaba que los detenidos se trasladaban a Madrid dentro de su propio vehículo, conducido por un guardia y vigilados por otro en el asiento del copiloto. Que a la altura del kilómetro 8,350 de la carretera de Gérgal los tres detenidos agredieron al conductor del vehículo, el cual saltó del coche como también hizo el otro guardia. El mando de la comitiva, el teniente coronel Carlos Castillo Quero, que circulaba detrás en otro coche, detuvo la caravana y ordenó disparar al Ford Fiesta que cayó por un terraplén envuelto en llamas sin que ninguno de los once guardias civiles que escoltaban el traslado pudiese hacer nada para sofocarlas.

## El proceso
El juicio por la muerte de los tres jóvenes se inició el 14 de junio de 1982 en la Audiencia Provincial de Almería. El fiscal calificó los hechos como constitutivos de delito de homicidio y pidió en su escrito de conclusiones la pena de 42 años de prisión para el teniente coronel Carlos Castillo Quero y 27 años de prisión para los otros dos acusados. 
La sentencia que puso fin al proceso se dictó en julio de 1982. Declaró probado que el teniente Castillo y sus hombres torturaron hasta la muerte a los tres detenidos en un cuartel abandonado llamado Casafuerte y que posteriormente, y con el fin de intentar eliminar evidencias, despeñaron su vehículo por un terraplén, le dispararon numerosas veces y le prendieron fuego.
El teniente coronel de la Guardia Civil Carlos Castillo Quero fue condenado a veinticuatro años de prisión mayor como autor de tres delitos de homicidio, quedando en libertad condicional el 20 de julio de 1992. El teniente Manuel Gómez Torres y el guardia Manuel Fernández Llamas fueron condenados por los mismos delitos a quince y doce años de prisión respectivamente, con la atenuante de obediencia debida. Al mismo tiempo, la sentencia impuso a los condenados la obligación del pago de una indemnización de cuatro millones de pesetas a las familias de cada una de las víctimas.
Castillo Quero, en libertad condicional desde el 20 de julio de 1992, falleció en Córdoba el 2 de abril de 1994 de un infarto de miocardio a los 60 años.

## Homenajes a las víctimas

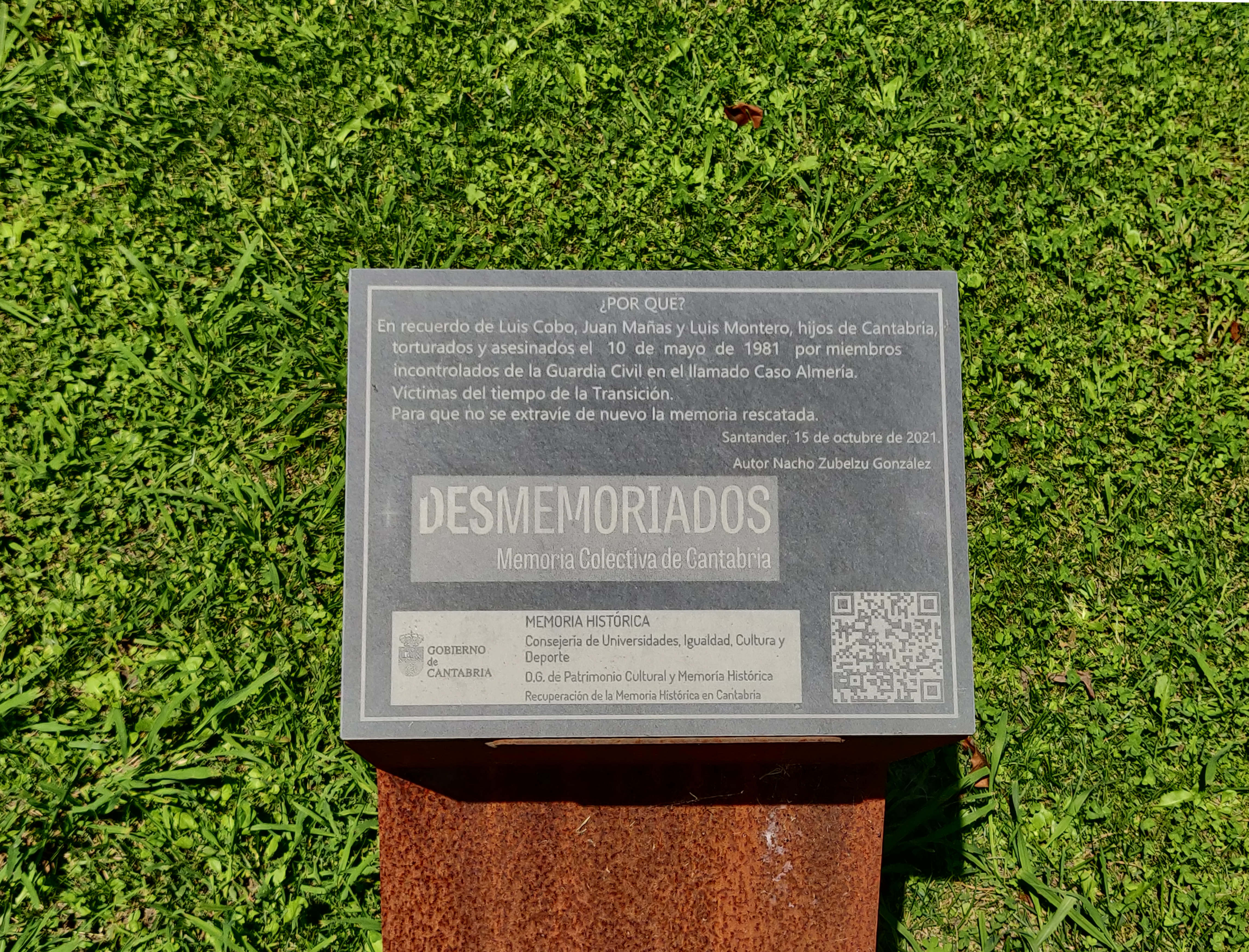
Placa del monumento a las víctimas del Caso Almería

Desde mayo de 2021, con motivo del 40.° aniversario del suceso, un monolito recuerda los hechos en el punto kilométrico de la carretera de Gérgal (Almería) donde se halló el coche calcinado. En octubre de ese mismo año fue inaugurado un monumento en recuerdo de las víctimas en la plaza de las Estaciones de Santander (Cantabria), ciudad de la que partieron los tres asesinados.
En 2023 el Gobierno celebró un acto de recuerdo con los familiares de las víctimas en el que entregará sendos diplomas de reparación